# Brazabrantes
| Brazabrantes                      | Brazabrantes                                                       |
| --------------------------------- | ------------------------------------------------------------------ |
|                                   |                                                                    |
| Wappen                            | Flagge                                                             |
| Wappen von Brazabrantes unbekannt | Flagge von Brazabrantes unbekannt                                  |
| Karten                            |                                                                    |
|                                   |                                                                    |
| Basisdaten                        |                                                                    |
| Staat:                            | Brasilien (BRA)                                                    |
| Bundesstaat:                      | Goiás (GO)                                                         |
| Mesoregion:                       | Zentral-Goiás                                                      |
| Mikroregion:                      | Anápolis                                                           |
| Angrenzende Gemeinden:            | Damolândia, Nova Veneza, Santo Antônio de Goiás, Goianira, Inhumas |
| Distanz zu Goiânia:               | 47 km                                                              |
| Geografische Lage:                | 16° 26′ S, 49° 23′ W                                               |
| Zeitzone:                         | UTC-3 Sommer: UTC-2                                                |
| Höhe:                             | 761 m ü. NN                                                        |
| Fläche:                           | 123,548 km²                                                        |
| Einwohner:                        | 3.240                                                              |
| Bevölkerungsdichte:               | 26,2 Einwohner / km²                                               |
| Telefonvorwahl:                   | +55 62                                                             |
| Postleitzahl (CEP):               | 75440-000                                                          |
| Adresse der Stadtverwaltung:      | Av Aureliano C Machado, 713 Setor Central                          |
| Offizielle Website:               | keine                                                              |
| Jahrestag:                        | 14. November                                                       |
| Gemeindegründung:                 | 1958                                                               |
| Politik                           |                                                                    |
| Bürgermeister:                    | Joseile Farias de MendonÇa (PSDB), 2009–2012                       |
| Vize-Bürgermeister:               |                                                                    |

Brazabrantes ist eine brasilianische politische Gemeinde im Bundesstaat Goiás und gehört zur Metropolregion Goiânia.
Sie liegt westsüdwestlich der brasilianischen Hauptstadt Brasília und 47 km nördlich von Goiânia, der Hauptstadt des Bundesstaates, in der Mesoregion Zentral-Goiás und in der Mikroregion Anápolis.

## Geographische Lage
Brazabrantes grenzt an die Gemeinden:
- Im Norden an Damolândia
- Im Osten Nova Veneza
- Im Südosten an Santo Antônio de Goiás
- Im Südwesten an Goianira mit dem Grenzfluss Rio Meia Ponte
- Im Nordwesten an Inhumas